# Abd asz-Szalám Árif
Abd asz-Szalám Muhammad Árif (arabul) عبد السلام محمد عارف, ejtsd [ʿAbd as-Salām Muḥammad ʿĀrif], teljes neve Abd asz-Szalám Muhammad Árif al-Dzsumájli (arabul) عبد السلام محمد عارف الجميلي, . (Bagdad, 1921 – Dél-Iraki sivatag, 1966. április 13.), iraki katonatiszt, politikus, az al-Dzsumájli klán tagja, 1963–1966 között az Iraki Köztársaság elnöke. Puccsal jutott hatalomra, és helikopter-balesetben veszítette életét. Utódja saját testvérbátyja, Abd ar-Rahmán Árif lett. Nevének egyéb, a sajtóban előforduló írásmódjai: Abdel Szalam Aref, Abdul Szalem Aref.

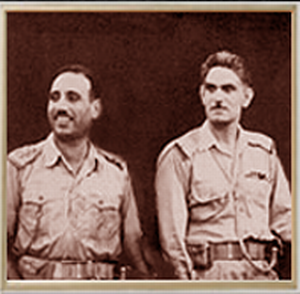
Abd asz-Szalám Árif (balra) és Kászim (jobbra) tábornokok, 1958. Itt még harcostársak voltak.

## Életpályája

### Ifjúkora
Abd asz-Szalám Muhammad Árif (Aref) 1921-ben született Bagdadban, amely ekkor (1918 óta) a Brit Birodalom mandátumterületéhez, Mezopotámiához tartozott, majd 1932-től a britek által függetlennek elismert (de valójában brit felügyelet alatt álló) Iraki Királysággá vált. Középiskolai tanulmányai után elvégezte a britek által vezetett bagdadi katonai főiskolát (Baghdad Military College), majd az iraki királyi hadsereg tisztjeként lépett szolgálatba. Nála öt évvel idősebb bátyja, Abd ar-Rahmán Árif (1916–2007) szintén a haderő tisztje volt.
Asz-Szalám Árif a bátyjával, ar-Rahmánnal, és számos tiszt- és tábornoktársával, így Abd al-Karím Kasszemmel és Ahmed Haszan al-Bakrral együtt tagja lett a „Iraki Szabad Tisztek” titkos csoportjának, akik összeesküvést szőttek a monarchia megdöntésére. Az iraki királyi családot, a hidzsázi eredetű Hásimita dinasztiát, akiket a britek ültettek a trónra még 1921-ben, Irakban sokan idegennek és a britek bábjának tartottak.

### Az 1958. júliusi forradalom
1958 februárjában II. Fejszál iraki és Huszein jordániai király – két unokafivér – Nagy-Britannia ösztönzésére megkötötték az Arab Föderációt. A brit orientáltságú szövetséget mindkét országban sokan ellenezték. Az iraki nacionalisták, velük a „Szabad Tisztek” csoportja hazájuk önrendelkezésének súlyos csorbításaként élték meg a szerződést. A lázadás akkor tört ki, amikor Libanonban felkelés robbant ki az európaiak gyarmati uralma ellen. A britekre támaszkodó Huszein király iraki katonai segítséget kért, hogy országában megelőzze hasonló lázadás kitörését.
Az iraki 20. dandárt indították Jordániába, ebben szolgált Abd asz-Szalám Árif ezredes is. Megtagadta a parancsot, és zászlóaljával Bagdadba vonult. Összeesküvő társai további egységeket indítottak. 1958. július 14-én a „Szabad Tisztek” csoportja, Abd al-Karím Kászim (1914–1963) dandártábornok és Abd asz-Szalám Árif ezredes vezetésével megdöntötte a monarchiát, és kikiáltotta az új Iraki Köztársaságot. Árif bátyjának, Abd ar-Rahmán Árifnak csapatai biztosították a Bagdadba észak felől bevezető útvonalakat. Ahmed Haszan al-Bakr ezredes a habanijai katonai repülőteret foglalta el csapatával).
A királyi család tagjait a bagdadi Riháb palotában elfogták. A II. Fejszál királyt, a nagybátyját, Abd al-Iláh (Abdullah) herceget, a korábbi régenst a feleségével, Hijám hercegnővel és anyjával, Nafiszah hercegnővel, valamint Abádijah hercegnőt, a király nagynénjét, a szolgaszemélyzet több tagjával együtt a palota udvarán a katonák agyonlőtték. Egy forrás szerint a kivégzéseket Kászim tábornok utasítására összeesküvő társa, Abdusz Szatár Asz-Szabi százados irányította. A király miniszterelnökét, Núri asz-Szaídot (1888–1958) a katonák másnap, július 15-én menekülés közben elfogták és meggyilkolták.

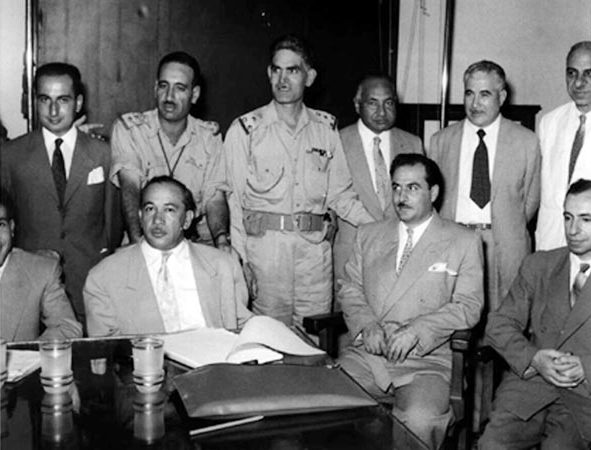
Az 1958-as forradalom vezetői: Abd asz-Szalám Árif ezredes, belügyminiszter (álló sor, balról második), Abd al-Karím Kászim tábornok, miniszterelnök, hadügyminiszter (álló sor, balról harmadik), Muhammad Nadzsíb ar-Rubaji elnök (álló sor, balról ötödik), Kálid al-Naksabendi kurd politikus (ülő sor, bal szélen), Michel Aflak Baasz-párti ideológus (ülő sor, jobb szélen).

### Hatalmi harcok a köztársasági kormányban
Az Iraki Köztársaság első elnöke Kászim harcostársa, Muhammad Nadzsib ar-Rubáj lett, de csak reprezentatív feladatokkal, a tényleges hatalmat az összeesküvés vezére, Abd al-Karím Kászim tábornok birtokolta, aki miniszterelnök, egyben hadügyminiszter lett. Abd asz-Szalám Árif ezredes tábornoki rangban a miniszterelnök helyettese, belügyminiszter és a haderő helyettes parancsnoka lett Kászim első kormányában. Bátyját, Abd ar-Rahmán Árif pedig a haderő vezérkarában a páncélos erők főfelügyelőjévé nevezték ki.
Kászim miniszterelnök szovjetbarát politikát folytatott, az Iraki Kommunista Párt (IKP) támogatásával. 1958 augusztusában teljesítette a Szabad Tisztek fő követelését, kilépett az Arab Föderációból, majd hamarosan a METO-ból is, végleg szakítva Irak korábbi amerikai és brit orientációval, de nem csatlakozott az Egyiptom és Szíria pánarab beállítottságú szövetségéhez, a Nasszer egyiptomi elnök által dominált Egyesült Arab Köztársasághoz (az EAK-hoz) sem.
A forradalom vezetői hamarosan egymás ellen fordultak, a követendő politikai irányvonalról vallott eltérő nézeteik miatt. Az Árif fivérek a konzervatív, pánarab vonal híveihez húztak, akik követelték Irak csatlakozását az Egyesült Arab Köztársasághoz. Az iraki regionális pártok és a kommunisták (és maga Kászim tábornok is) elutasították a Nasszernek való alávetettséget, csak egy lazább szövetséget fogadtak volna el.
A Nasszerrel való szoros szövetséget követelő Abd asz-Szalám Árif tábornok már 1958-ban, pánarab nacionalista katonatisztek csoportjával összeesküvést szőtt Kászim miniszterelnök megbuktatására. Árif tábornok Nasszer példáját akarta követni, aki 1954-ben hasonló módon, miniszterelnök-helyettesként szervezett katonai puccsot és buktatta meg Muhammad Nagíb tábornokot, Egyiptom miniszterelnökét. Árif beutazta egész Irakot, és építette ki az összeesküvők hálózatát. Kászim azonban értesült a puccs tervéről, és 1958 szeptember 10-én leváltotta Abd asz-Szalám Árifot a haderő helyettes parancsnoki tisztségéből, majd szeptember 30-án eltávolította miniszterelnök-helyettesi és belügyminiszteri beosztásából is, ezzel meghiúsította az államcsínyt. Kászim a leváltott Árifot Irak bonni nagykövetévé nevezte ki, hogy így eltávolítsa őt az országból. Árif megtagadta az engedelmességet.
1958 októberében Abd asz-Szalám Árif és Kászim között nyílt szakításra került sor. Egy heves vita során Árif fegyvert húzott, és revolverrel fenyegette meg Kászim tábornokot. Az incidens után elmenekült és vidéken illegalitásba vonult. 1958 novemberében titokban visszatért Bagdadba, hogy folytassa az összeesküvés szervezését, de letartóztatták, bíróság elé állították és halálra ítélték, Rasid Ali al-Gajláni korábbi miniszterelnökkel együtt. Egykori harcostársuk, Kászim tábornok azonban 1959 februárjában kegyelmet adott mindkettőjüknek. Árif egyelőre börtönben maradt.
1959 februárjában a Baasz Párt pánarab nasszeristái, akik 1958-ban még támogatták a forradalmat, Kászim ellen fordultak. 1959. október 7-én merényletet kíséreltek meg ellene, a CIA támogatásával. A puccskísérletben részt vett Ahmed Haszan al-Bakr ezredes és unokaöccse, Szaddám Huszajn is, Irak két későbbi elnöke. A puccsot leverték, több tisztet, köztük al-Bakrt is letartóztatták, összeesküvés szervezésének vádjával. Al-Bakrt lefokozták, az ifjú Szaddám sebesülten Szíriába menekült, onnan brit és amerikai ügynökök Egyiptomba segítették. A börtönben ülő Abd az-Szalám Árif ekkor ismerkedett meg személyesen is a letartóztatott al-Bakrral, akiben Kászim-ellenes szövetségesre talált.
1960. szeptember 14-én Bagdadban megalakult az OPEC. A következő évben, 1961-ben Kászim miniszterelnök megvonta a koncessziót a brit tulajdonú Iraq Petroleum Company-tól, ezzel a nemzetközi olajipar is érdekeltté vált elmozdításában. Abd asz-Szalám Árif extábornokot 1961 októberében, az Egyesült Arab Köztársaság összeomlásakor Kászim miniszterelnök veszélytelennek ítélte, és szabadon engedte az összeesküvőket.
Asz-Szalám Árif bátyját, Abd ar-Rahmán Árif dandártábornokot, bár nem vett részt az aktív szervezkedésekben, leváltották a páncélos erők éléről, és eltávolították a hadseregből. Abd asz-Szalám Árif azonnal felvette a kapcsolatot al-Bakrral és az ellenzéki Baasz Párt vezetőivel. Közösen újabb Kászim-ellenes összeesküvés szervezésébe fogtak.

### Az 1963. februári puccs
1963. február 8-án – kihasználva, hogy a Kászimhoz hű csapatok az északi-iraki Kurdisztánban harcoltak – Abd asz-Szalám Árif vezetésével nacionalista tisztek és a Baasz Párthoz hű milicisták, köztük al-Bakr exezredes sikeres puccsot hajtottak végre Bagdadban. Ar-Rubáj elnököt lemondatták (de életben hagyták). A Kászimhoz hű csapatok ellenállását két napon át tartó utcai harcok során megtörték. Kászim tábornok-miniszterelnököt elfogták, és sietve halálra ítélték. Kászim emlékeztette a győztest, Árif tábornokot, hogy két évvel korábban ő maga megkímélte a halálra ítélt Árif életét, és kérte, engedjék száműzetésbe menni. Abd asz-Szalám Árif a kegyelem feltételéül szabta, hogy Kászim nyilvánosan, a Koránra esküdve ismerje el, nem ő, hanem Árif volt az 1958. július 14-i republikánus forradalom igazi vezére. Kászim ezt visszautasította. Másnap, február 9-én kivégezték, holttestét elrettentés céljából közszemlére tették.
A puccsban részt vevő szövetségesek Forradalmi Parancsnoki Tanácsa Irak új elnökévé a puccs vezérét, az ismert és népszerű Abd asz-Szalám Árif tábornokot választották. Miniszterelnökké segítőjét, Ahmed Haszan al-Bakr tábornokot nevezte ki, akinek kezében jelentős hatalom összpontosult. Árif elnök a hozzá feltétlenül hű Ali Szalih asz-Szaadi ezredest, a Baasz Párt jobboldali főtitkárát nevezte ki alelnökévé és belügyminiszterévé. Az elnök utasítására az Asz-Szaadi által irányított Baasz-párti Nemzeti Gárda az iraki kommunisták kíméletlen üldözésébe és lemészárlásába kezdett. Ebben aktív segítséget kaptak a CIA helyi ügynökeitől, akik – Kennedy elnök jóváhagyásával – számos kommunista párttagot juttattak az iraki állambiztonságiak kezére.
1963. március 8-án Szírában is Baasz-párti katonai puccs zajlott le. Al-Bakr miniszterelnök áprilisban tárgyalásokat kezdett Nasszer egyiptomi elnökkel és el-Atászival, Szíria új belügyminiszterével (később miniszterelnökével) az 1961-ben felbomlott államszövetségnek, az Egyesült Arab Köztársaságnak feltámasztásáról, de ezek sikertelenek maradtak az Irak és Szíria között folyó hatalmi féltékenység miatt.

### A „Ramadán-lázadás”
Az Egyesült Arab Köztársaság újjászervezésének kudarca és a szíriai Baasz-puccs kiélezte az ellentéteket az iraki Baasz Párton belül is. Bár maga Árif elnök továbbra is támogatta Nasszert, 1963 júliusában Nasszer bírálta az iraki fejleményeket, Al-Bakr miniszterelnök erre válaszul eltávolított kormányából mindenkit, akik nem voltak a Baasz párt tagjai. A katonák és a párt között ellentét támadt.
1963 novemberében (éppen a ramadáni böjti hónap idején idején) Ali Szalih asz-Szaadi, a párt jobboldali, Árifhoz hű főtitkára konfrontálódott a párt balszárnyát irányító al-Bakr miniszterelnökkel. A Baasz Párt iraki szárnyának regionális kongresszusán Házim Dzsavád és köre megbuktatta az időközben belügyi tárcáját elvesztő asz-Szaadit, akit repülőre tettek és Szíriába száműzték. (Irányvonalát utóbb központilag is elítélték.) A hatalomváltás nyomán kaotikus helyzet alakult ki, amit al-Bakr és Ammás a pánarab pártvezetőség (a Baasz Párt Nemzeti Parancsnoksága) behívásával próbált megoldani, azonban a megérkező Michel Aflak és köre a többi iraki pártvezetőt is leváltotta, amivel fokozta a zűrzavart. A Nemzeti Gárda közben utcára vonult szerte az országban. A zűrzavar meggyengítette a Baasz Pártot, és módot adott Árif elnöknek saját hatalma megnövelésére.

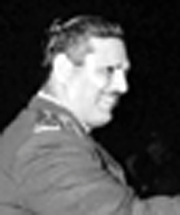
Árif Abd ar-Razzak iraki repülőtábornok, Nasszer híve

Az ún. „Ramadán-lázadás” okozta zavart kihasználva november 18-án Abd asz-Szalám Árif elnök a hadsereghez fordult, a hozzá hű csapatok élén lerohanta a Nemzeti Gárdát, és átvette a főhatalmat. Al-Bakrt leváltotta a miniszterelnökségről és alelnöki kinevezéssel kárpótolta (egyelőre). Árif feloszlatta a Forradalmi Parancsnoki Tanácsot, (azaz a kormányt). Tábornaggyá léptette elő magát, új kormányt alakított a hozzá hű nasszerista katonatisztekből és technokratákból, csak kevés Baasz-párti főhivatalnokot tartva meg. Árif elnök saját kezébe vette a kormányzást, ő maga lett a hadsereg vezérkari főnök is. Irakban megkezdődött a prezidenciális kormányzati rendszer időszaka. Árif fokozatosan kiszorította a baaszistákat a hatalomból. 1964 januárjában al-Bakrt leváltotta az alelnökségről is. Árif az alelnökséget és a hadsereg vezérkari főnöki tisztségét saját bátyjának, Abd ar-Rahmán Árif tábornoknak, a miniszterelnökséget saját bizalmas emberének, a korábban Baasz-párti, de a nasszeristákhoz átállt Tahir Jahja altábornagynak adta át (1964. május 8.), aki a lemondatott al-Bakr helyére lépve már korábban Árif alelnöke és hadügyminisztere volt. ezzel elnyerte a szintén átálló Fuad ar-Rikábinak és híveinek támogatását is.

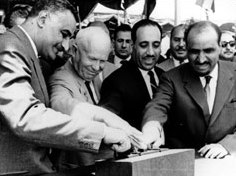
Az asszuáni-gát duzzasztásának ünnepélyes megkezdése (a Nílus elterelése). Balról jobbra: Nasszer egyiptomi elnök, Hruscsov szovjet pártfőtitkár, Abd asz-Szalám Árif iraki és Abdallah asz-Szalal észak-jemeni elnök.

Árif javította országának kapcsolatait a Szovjetunióval, 1964. május 14-én Nasszer meghívására Árif is részt vett az egyiptomi Asszuáni-gát munkálatainak kezdetén, a Nílus-duzzasztás elindításának ünnepélyes aktusán.
1964 őszén a Baasz Párt megkísérelte megbuktatni Árif elnököt. A szervezkedést Árif titkosszolgálata leleplezte, az összeesküvés vezetőit, köztük al-Bakrt és Szaddám Huszejnt letartóztatta. Az elnök bátyja, Abd ar-Rahmán Árif tábornok, vezérkari főnök új Köztársasági Gárdát állított fel, ennek katonáit Árif elnök régi 20. dandárjából és az Árif fivérek szülőföldjéről, az al-Dzsumajla klán területéről toborozták.
Árif feloszlatott minden politikai pártot, és (az egyiptomi mintát követve) létrehozta az egyetlen közös egységpártot, az Arab Szocialista Uniót. Ez azonban nem tudta pótolni a rendszer hiányzó tömegbázisát. Tahir Jahja miniszterelnök feloszlatta a Baasz Párt Nemzeti Gárdáját, és belépett az Árif által alapított egységpártba. Jahja megpróbált visszatérni a parlamenti demokrácia útjára. Kiállt a rendkívüli állapot feloldásáért, és követelte a Forradalmi Parancsnoki Tanács feloszlatását. Szabadon bocsátotta az államellenes összeesküvésért bebörtönzötteket, a kurdok vezetőit éppúgy, mint az 1964-ben lecsukott puccsistákat, al-Bakrt és Szaddám Huszejnt. 1965. április 4-én ismét kitört a kurdisztáni háború, és a kurd felkelőket Jahja tábornok csapatai sem tudták leverni.
Ugyancsak Nasszer példáját követve Árif elnök és Jahja miniszterelnök államosított néhány bankot és nagyobb biztosító társaságot, megpróbálták növelni az állami ellenőrzést a külföldi tulajdonú iraki olajtársaság (Iraq Petroleum Company) fölött, de ez 1965-re kudarcba fulladt. 1965. május 12-én Irak megszakította a diplomáciai kapcsolatokat a Német Szövetségi Köztársasággal, miután Bonn elismerte Izrael államot. A többi arab állam, köztük Egyiptom, egy nappal később követte Irak példáját.
Abd asz-Szalám Árif elnök kezdeményezésére Jahja miniszterelnök is sokat tárgyalt Nasszer egyiptomi elnök kormányával a két ország közös politikai vezetéséről, és a két ország fokozatos egyesítéséről. Irak felvette címerébe az egyiptomi sast (ma is ez Irak címerállata). 1965 júliusában azonban Jahja és a nasszerista arab nacionalisták tárgyalásai megszakadtak, az egyiptomi-iraki közös politikai vezetés terve összeomlott. Árif elnök 1965. augusztus 30-án menesztette Jahja miniszterelnököt, helyére szeptember 6-án a nasszerista Árif Abd ar-Razzak repülőtábornokot nevezte ki kormányfővé. Kinevezése után mindössze egy héttel, szeptember 12-én Ar-Razzak tábornok katonai puccsot kísérelt meg, vadászgépei tüzet nyitottak a bagdadi elnöki palotára. A puccskísérletet az Abd ar-Rahmán Árif tábornok, vezérkari főnök által szervezett új Köztársasági Gárda, az „al-Dzsumájli családi milícia” verte le. A nasszerista puccs a mélypontra lökte Irak és Egyiptom viszonyát.
A puccsista ar-Razzak repülőtábornok elmenekült, távollétében halálra ítélték, de Árif elnök hamarosan megkegyelmezett neki, és ar-Razzak szabadon visszatérhetett. Ári elnök feloszlatta a Forradalmi Parancsnoki Tanácsot, 1965. szeptember 21-én egy civil politikust, Abd ar-Rahmán al-Bazzazt nevezte ki miniszterelnökké. Tömegbázissal továbbra sem rendelkezett, egyedül bátyjára, Abd ar-Rahmán Árif tábornokra, alelnökre, vezérkari főnökre támaszkodhatott, és az al-Dzsumájli klánhoz rendületlenül hűséges Szaid Szlajbi ezredesben, az új Köztársasági Gárda parancsnokában.

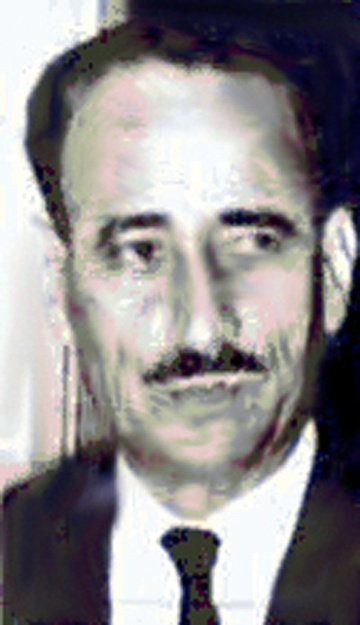
Bátyja és utódja: Abd ar-Rahmán Árif elnök.

### Halála, utódlása
1966. április 13-án Abd asz-Szalám Árif tábornok-elnök az iraki déli sivatagban, Al-Kurna és Bászra között egy homokvihar során helikopter-balesetben életét veszítette. Az államfői teendőket ideiglenesen a civil miniszterelnök, Abd ar-Rahmán al-Bazzáz vette át. A polgárháború megelőzésére al-Bazzáz a Forradalmi Tanácsnak azt javasolta, hogy az elhunyt elnök bátyját, Abd ar-Rahmán Árif tábornokot ismerjék el új elnöknek.
Két napon át tartó tárgyalások során a haderő egymással rivalizáló tiszti csoportjai végül megegyeztek. Abd ar-Rahmán Árif tábornokot április 16-án egy év időtartamra az Iraki Köztársaság ideiglenes elnökévé választották. Gyenge kezű és határozatlan vezető volt, nem tudta megfékezni a korrupciót, a rivalizáló politikai csoportok játékszerévé vált. Hivatalba lépése után két hónappal, 1966 júliusában a visszatérő Árif Abd ar-Razzak tábornok második puccskísérletét kellett levernie. Hivatali ideje alatt tört ki az 1967-es hatnapos háború, a katonai vereségért is őt tették felelőssé. Az idősebb Árif elnököt is régi harcostársa, a veterán puccsista Ahmed Haszan al-Bakr tábornok buktatta meg, 1968. július 17-én.